# Scopesis ulbrichti
Scopesis ulbrichti là một loài tò vò trong họ Ichneumonidae.